# The Surfaris
The Surfaris è un gruppo surf rock statunitense formatosi a Glendora in California nel 1962.

## Storia del gruppo
La band si formò in California nel 1962, la formazione originale comprendeva il batterista Ron Wilson, i chitarristi Bob Berryhill e Jim Fuller e il bassista Pat Connolly.
La band raggiunse il successo con il brano strumentale Wipe Out, pubblicato come singolo nel 1963 assieme alla canzone Surfer Joe. Il singolo vendette oltre un milione di copie e permise alla band di conquistare un disco d'oro, il brano raggiunse il 2º posto della Billboard Hot 100 (con 30 settimane di permanenza) e il 5º nella Cash Box Chart. L'assolo di batteria contenuto nel brano è riconosciuto come uno dei più celebri della storia del rock.
Tra il 1963 e il 1965 la band pubblicò ben 6 album con la Dot Records e la Decca Records: Wipe Out, The Surfaris Play, Hit City '64, Fun City USA, Hit City '65, It Ain't Me, Babe. Successivamente il gruppo, pur senza sciogliersi ufficialmente, interruppe la sua attività dedicandosi saltuariamente alle esibizioni dal vivo e tornando a pubblicare album solo tra il 1973 e il 1977 contenenti sia materiale inedito, sia i classici della band. Attualmente il gruppo è ancora attivo anche se esistono due formazioni differenti che si esibiscono separatamente: una è guidata da Bob Berryhill, l'altra da Jim Fuller.
Nell'aprile del 1996 la band è entrata a far parte della Hollywood's RockWalk.

## Formazione
- Ron Wilson - batteria, voce
- Bob Berryhill - chitarra ritmica
- Jim Fuller - chitarra solista
- Pat Connolly - basso
- Ken Forssi - basso
- Jim Pash - sassofono

## Discografia

### Album
- 1963 - Wipe Out (Dot 3535)
- 1963 - The Surfaris Play (Decca 4470)
- 1964 - Hit City '64 (Decca 4487)
- 1964 - Fun City USA (Decca 4560)
- 1965 - Hit City '65 (Decca 4614)
- 1965 - It Ain't Me, Babe (Decca 4683)
- 1973 - Yesterdays Pop Scene (Coral)
- 1976 - Surfers Rule (MCA)
- 1977 - Gone With the Wave (MCA)

### 45 giri
- 1963 - Surfer Joe / Wipe Out (Dot 16479)
- 1963 - Point Panic / Waikiki Run (Decca 31538)
- 1963 - Wipe Out / I'm a Hog for You (Decca 31605)
- 1964 - Murphy the Surfie / Go Go Go for Louie's Place (Decca)
- 1974 - Wipe Out / Teen Beat (Metronome)
- 1980 - Wipe Out / I'm A Hog For You (MCA)
- 1987 - Wipe Out / Point Panic (MCA)